# Poa siphonoglossa
Poa siphonoglossa är en gräsart som beskrevs av Eduard Hackel. Poa siphonoglossa ingår i släktet gröen, och familjen gräs. Inga underarter finns listade i Catalogue of Life.